# Kupinovo (okręg toplicki)
Kupinovo (cyr. Купиново) – wieś w Serbii, w okręgu toplickim, w gminie Kuršumlija. W 2011 roku liczyła 45 mieszkańców.